# Les pistoles dels Set Magnífics
 Les pistoles dels Set Magnífics  (original: Guns of the Magnificent Seven) és una pel·lícula estatunidenca dirigida per Paul Wendkos, estrenada el 1969 i doblada al català

## Argument
Un jove revolucionari mexicà va a veure Chris: el seu cap Quintero ha estat agafat per les tropes del tirà Diaz. Demana l'ajuda de Chris que de seguida es posa a la recerca d'altres sis mercenaris...

## Repartiment
- George Kennedy: Chris
- James Whitmore: Levi
- Monte Markham: Keno
- Reni Santoni: Max
- Bernie Casey: Cassie
- Scott Thomas: P.J.
- Joe Don Baker: Slater
- Wende Wagner: Tina
- George Rigaud: Gabriel
- Fernando Rey: Quintero

## Al voltant de la pel·lícula
Aquesta pel·lícula és la continuació de Els set magnífics i de El retorn dels Set Magnífics. The Magnificent Seven Ride, clou la sèrie.